# Peñablanca
Peñablanca è una municipalità di prima classe delle Filippine, situata nella provincia di Cagayan, nella regione della Valle di Cagayan.
Peñablanca è formata da 22 baranggay:
- Aggugaddan
- Alimanao
- Baliuag
- Bical
- Bugatay
- Buyun
- Cabasan
- Cabbo
- Callao
- Camasi
- Centro (Pob.)
- Dodan
- Lapi
- Malibabag
- Manga
- Minanga
- Nabbabalayan
- Nanguilattan
- Nannarian
- Parabba
- Patagueleg
- Quibal
- San Roque (Litto)
- Sisim